# Leptoceletes
Leptoceletes es un género de escarabajos pertenecientes a la familia Lycidae.